# Fibroblast
Els fibroblasts són cèl·lules pròpies del teixit conjuntiu encarregades de la síntesi dels components de la matriu. Poden ser actius (fibroblasts pròpiament dits) o inactius (fibròcits). Ambdós es diferencien en la forma, sent la dels actius més arrodonida, i amb major prominència dels orgànuls citoplasmàtics i vesícules de transport. En els fibròcits, la forma és aplanada i els orgànuls són menys prominents. El fibroblast és un tipus de cèl·lula resident del teixit connectiu pròpiament dit, ja que neix i mor allà. Sintetitza fibres i manté la matriu extracel·lular del teixit de molts animals. Aquestes cèl·lules proporcionen una estructura en forma d'entramat (estroma) a molt diversos teixits i tenen un paper crucial en la curació de ferides, sent les cèl·lules més comunes del teixit connectiu. Es deriven de cèl·lules primitives mesenquimàtiques i pluripotents. Les cèl·lules estromals que potencialment es poden transformar en fibroblasts, osteoblasts, adipòcits i cèl·lules musculars, s'identifiquen en cultius de medul·la òssia com a cèl·lules adherents.

## Característiques
Els fibroblasts són morfològicament heterogenis, amb diverses aparences depenent de la seva localització i activitat.
Hi ha dos tipus cel·lulars: els fibroblasts i els fibròcits. Es distingeixen gràcies al fet que els fibroblasts són cèl·lules actives i amb gran producció i secreció, en canvi, els fibròcits són cèl·lules amb una secreció relativament baixa, encara que no són inactives, ja que mantenen, en part, la composició de la matriu extracel·lular.
En els casos de cicatrització alguns fibroblasts inclouen miofibril·les i es denominen llavors miofibroblastos, atès que adquireixen certa similitud amb les cèl·lules musculars. Algunes evidències suggereixen que els miofibroblasts estan en condicions de contreure i així tenir un paper.

## Funció
El fibroblast sintetitza col·lagen i glicosaminoglicans de la matriu extracel·lular (MEC). Migren i proliferen durant la cicatrització de ferides. Quan el fibroblast disminueix la seva activitat se'l denomina fibròcit, el qual perd la capacitat de dividir-se. Però pot tornar a convertir-se en fibroblast quan això ho requereixi. La restitució del teixit connectiu s'efectua mitjançant el creixement de fibroblasts joves. Els fibròcits són fusiformes amb poques prolongacions, nucli cel·lular petit, allargat i més dens que el dels fibroblasts. En el seu reticle endoplasmàtic rugós sintetitza també les molècules precursores de les fibres connectives.
El fibroblast és l'encarregat de la síntesi de totes les fibres del teixit conjuntiu, incloent reticulars, col·làgenes i elàstiques.

## Cèl·lules mesenquimàtiques
Les cèl·lules mesenquimàtiques són cèl·lules pluripotencials indiferenciades (tenen capacitat d'autorenovar ia més diferenciar-se en altres cèl·lules del teixit connectiu) que es troben en diferents teixits del cos, especialment en la medul·la òssia. Enmig de cultiu s'adhereixen al substrat i proliferen per diverses generacions. S'ha postulat aquestes cèl·lules com a font potencial de diverses estirps cel·lulars (neuronals, hepàtiques, musculars, cardíaques i òssies), que podrien utilitzar-se per reparar certs tipus de danys funcionals.